# 亚利桑那红雀
亚利桑那红雀是一支位於亞利桑那州鳳凰城近郊格伦代尔的職業美式足球球隊。在2006年球季起，所有主場的比賽改於格伦代尔州农场体育场進行。1987年，亚利桑那红雀從密蘇里州聖路易斯搬遷到亞利桑那州。1988年至2005年，球隊曾以坦佩作為主場。球隊現時為國家美式足球聯會的西区球隊之一。
亞利桑那紅雀是根據現存美式足球球隊來說，歷史最悠久的球隊之一。 球隊在1898年在芝加哥以摩根體育俱樂部之名成立。球隊後來在Normal公園主場作為比賽的時候，改名為拉辛Normals。有不少球隊誤為拉辛是在威斯康星州的一個城市。後來改名為拉辛紅雀。當國家美式足球聯盟在1920年成立後，球隊改名為芝加哥紅雀。在1944年第二次世界大戰期間，曾經與匹茲堡鋼人作暫時的合併。在1960年球隊搬往密蘇里州的聖路易斯，並名為聖路易斯紅雀。當球隊搬往亞利桑那州後，曾名為鳳凰城紅雀，最後在1994年改名為亞利桑那紅雀。
2018年，球隊市值為21.5億美元，在世界前50名球隊中排第41名，同時在NFL排名第23。

## 球隊歷史
全NFL最早成立的球隊，但，對球迷來說卻是永遠在等待者屬於他們的球隊拿冠軍的那一刻，上一次球隊拿下冠軍已是在1947年的事情（NFL冠軍），此後，紅雀隊就一直處於一種不上不下的局面。

### 1920年-2001年
事實上，在這段長達81個賽季的期間，紅雀隊除了在1925年及1947年拿下NFL冠軍之外，以及1920年~1932年間NFL未舉行季後賽外(包含1925的冠軍年)，其他的67個賽季，只有5個賽季有打進季後賽的紀錄，對比現在同區的舊金山四九人、西雅圖海鷹、洛杉磯公羊等相比，失色不少；當然也跟曾經長時間與同區的對手達拉斯牛仔、費城老鷹、華盛頓紅人、紐約巨人同組，是一大因素(就像現在水牛城比爾因新英格蘭愛國者長時間稱霸分區的狀況一樣)，然而紅雀本身的戰力也不及威脅到對方及情況下，也就相對地更難打出亮眼的成績。

### 2002年-2006年
2002年球季開打前，由於NFL擴編至32支球隊關係，因此也從國聯東區改編制到國聯西區，與舊金山四九人、西雅圖海鷹、洛杉磯公羊同區；然而，球隊戰績依舊未見起色，5個球季都輸至少10場以上，唯一欣慰的是，在2003選秀上，選上了外接手阿奎·博爾丁，並在當年的賽季，以101個接球、1377碼、8個達陣，一舉拿下當年度的最佳新秀；隔年的2004選秀，他們再選了一名高挑的深遠外接手拉里·菲茨杰拉德，補齊了他們身遠處的快攻落點，也為球隊的未來打下了基礎。

### 2007年-2012年
有了外接手拉里·菲茨杰拉德及阿奎·博爾丁兩大外接手，紅雀的空攻火力開始躍起，而2005年的休賽季，他們找來了在2003年因為年紀及傷勢問題，而被公羊隊釋出，而後又轉至巨人隊1年，又因為伊莱·曼宁的加入，再被釋出的明星四分衛華納庫爾特·華納。當大家仍質疑這位多舊傷而且年事已高的四分衛，究竟能否帶領紅雀隊突破關坎時，那位當年在公羊隊神勇的超級四分衛用著華麗的數據證明給你看，3人之間的配合達到了不錯的效果，但當時同區的西雅圖海鷹依然強悍，而且紅雀隊本身的防守組也不太出色，依舊打不進季後賽；直到2007年，他們引進了新任教練肯．懷斯杭特肯·惠森亨特，他把紅雀隊的防守失分大幅降低，2008賽季，他們終於重回季後賽，並拿下了分組第一(上一次的分組冠軍要回朔到1975年還是國聯東區的時候了)，並且從外卡戰開始一路打進到了第四十三屆超級盃，可惜敗於匹茲堡鋼人；而四分衛庫爾特·華納也在2009年球季結束後宣布退役，外接手博爾丁阿奎·博爾丁也同樣地在2009年球季結束後選擇離去；2010年~2012年間，少了庫爾特·華納和阿奎·博爾丁，僅靠拉里·菲茨杰拉德獨撐大局，連續3季也都未打進季後賽。

### 2013年-現今
2013年休賽季間，球隊找來了卡森.帕瑪擔任首發四分衛；2003年的選秀狀元，但在辛辛那提孟加拉虎的8年間都一直無法很好適應其戰術的體系，後來轉至奧克蘭突襲者的表現也只有平平。來到紅雀後，在主教練的調教下，才逐漸打出了狀元應有的身手及水準，並搭配外接手拉里·菲茨杰拉德，以及防守組的出色表現，在2013年~2015年間都拿下10勝以上的戰績；只是，運氣並不站在紅雀這邊，2013年10勝6負，卻排在西雅圖海鷹(13勝)及舊金山四九人(12勝)之後，無緣季後賽；2014年，球隊前10場拿下9勝，卻因首發四分衛卡森.帕瑪及2號四分衛接連傷退，最後6場輸掉4場，因而失去了分組第一，也在外卡季後賽敗給卡羅萊納黑豹；2015年，球隊拿下了隊史新高的13勝，卻在當年碰上了大爆發的卡羅萊納黑豹(15勝)，國聯冠軍賽也以慘敗作收；2016年賽季，由於球隊在比賽中一些細節處理上的蝦疵（踢球沒進或是時間控制不佳等），最終僅以7勝8負1和，結束2016年球季；2017年，紅雀仍無法打進季後賽，同時總教練布魯斯·阿里安斯及四分衛卡森.帕瑪一同宣布退休，更增添了未來的不確定性。

## 歷年戰績
由1920年開始作統計
| 赛季               | 胜  | 负  | 平 | 常规赛季                 | 季后赛 |
| ------------------ | --- | --- | -- | ------------------------ | --- |
| 芝加哥紅雀（APFA） |     |     |    |                          | |
| 1920               | 6   | 2   | 2  | APFA第四                 | |
| 1921               | 3   | 3   | 2  | APFA第九                 | |
| 芝加哥紅雀（NFL）  |     |     |    |                          | |
| 1922               | 8   | 3   | 0  | NFL第三                  | 直到1932年為止，NFL沒有舉行季後賽 |
| 1923               | 8   | 4   | 0  | NFL第六                  | 直到1932年為止，NFL沒有舉行季後賽 |
| 1924               | 5   | 4   | 1  | NFL第八                  | 直到1932年為止，NFL沒有舉行季後賽 |
| 1925               | 11  | 2   | 1  | NFL第一                  | NFL冠軍 |
| 1926               | 5   | 6   | 1  | NFL第十                  | |
| 1927               | 3   | 7   | 1  | NFL第九                  | |
| 1928               | 1   | 5   | 0  | NFL第九                  | |
| 1929               | 6   | 6   | 1  | NFL第四                  | |
| 1930               | 5   | 6   | 2  | NFL第七                  | |
| 1931               | 5   | 4   | 0  | NFL第四                  | |
| 1932               | 2   | 6   | 2  | NFL第七                  | |
| 1933               | 1   | 9   | 1  | NFL西區第五              | -- |
| 1934               | 5   | 6   | 0  | NFL西區第四              | -- |
| 1935               | 6   | 4   | 2  | NFL西區第三（並列）      | -- |
| 1936               | 3   | 8   | 1  | NFL西區第四              | -- |
| 1937               | 5   | 5   | 1  | NFL西區第四              | -- |
| 1938               | 2   | 9   | 0  | NFL西區第五              | -- |
| 1939               | 1   | 10  | 0  | NFL西區第五              | -- |
| 1940               | 2   | 7   | 2  | NFL西區第五              | -- |
| 1941               | 3   | 7   | 1  | NFL西區第四              | -- |
| 1942               | 3   | 8   | 0  | NFL西區第四              | -- |
| 1943               | 0   | 10  | 0  | NFL西區第四              | - |
| Card-Pitt          |     |     |    |                          | |
| 1944               | 0   | 10  | 0  | NFL西區第五              | -- |
| 芝加哥紅雀         |     |     |    |                          | |
| 1945               | 1   | 9   | 0  | NFL西區第五              | -- |
| 1946               | 6   | 5   | 0  | NFL西區第三（並列）      | -- |
| 1947               | 9   | 3   | 0  | NFL西區第一              | 贏得NFL冠軍（以28-21擊敗費城老鷹） |
| 1948               | 11  | 1   | 0  | NFL西區第一              | NFL冠軍賽以0-7敗給費城老鷹 |
| 1949               | 6   | 5   | 1  | NFL西區第三              | -- |
| 1950               | 5   | 7   | 0  | NFL美聯第五              | -- |
| 1951               | 3   | 9   | 0  | NFL美聯第六              | -- |
| 1952               | 4   | 8   | 0  | NFL美聯第五（並列）      | -- |
| 1953               | 1   | 10  | 1  | NFL東區第六              | -- |
| 1954               | 2   | 10  | 0  | NFL東區第六              | -- |
| 1955               | 4   | 7   | 1  | NFL東區第四（並列）      | -- |
| 1956               | 7   | 5   | 0  | NFL東區第二              | -- |
| 1957               | 3   | 9   | 0  | NFL東區第六              | -- |
| 1958               | 2   | 9   | 1  | NFL東區第五（並列）      | -- |
| 1959               | 2   | 10  | 0  | NFL東區第六              | -- |
| 聖路易斯紅雀       |     |     |    |                          | |
| 1960               | 6   | 5   | 1  | NFL東區第四              | -- |
| 1961               | 7   | 7   | 0  | NFL東區第四              | -- |
| 1962               | 4   | 9   | 1  | NFL東區第六              | -- |
| 1963               | 9   | 5   | 0  | NFL東區第三              | -- |
| 1964               | 9   | 3   | 2  | NFL東區第二              | -- |
| 1965               | 5   | 9   | 0  | NFL東區第五（並列）      | -- |
| 超級盃時代         |     |     |    |                          | |
| 1966               | 8   | 5   | 1  | NFL東區第四              | -- |
| 1967               | 6   | 7   | 1  | NFL世紀區第三            | -- |
| 1968               | 9   | 4   | 1  | NFL世紀區第二            | -- |
| 1969               | 4   | 9   | 1  | NFL世紀區第三            | -- |
| 大聯盟合併         |     |     |    |                          | |
| 1970               | 8   | 5   | 1  | 國聯東區第三             | -- |
| 1971               | 4   | 9   | 1  | 國聯東區第四             | -- |
| 1972               | 4   | 9   | 1  | 國聯東區第四             | -- |
| 1973               | 4   | 9   | 1  | 國聯東區第四             | -- |
| 1974               | 10  | 4   | 0  | 國聯東區第一             | 分區季後賽以14-30敗給明尼蘇達維京人 |
| 1975               | 11  | 3   | 0  | 國聯東區第一             | 分區季後賽以23-35敗給洛杉磯公羊 |
| 1976               | 10  | 4   | 0  | 國聯東區第三             | -- |
| 1977               | 7   | 7   | 0  | 國聯東區第三             | -- |
| 1978               | 6   | 10  | 0  | 國聯東區第四             | -- |
| 1979               | 5   | 11  | 0  | 國聯東區第五             | -- |
| 1980               | 5   | 11  | 0  | 國聯東區第五             | -- |
| 1981               | 7   | 9   | 0  | 國聯東區第五             | -- |
| 1982               | 5   | 4   | 0  | 國聯第六+                | 季後賽首圈以16-41敗給綠灣包裝工 |
| 1983               | 8   | 7   | 1  | 國聯東區第三             | -- |
| 1984               | 9   | 7   | 0  | 國聯東區第三             | -- |
| 1985               | 5   | 11  | 0  | 國聯東區第五             | -- |
| 1986               | 4   | 11  | 1  | 國聯東區第五             | -- |
| 1987               | 7   | 8   | 0  | 國聯東區第三             | -- |
| 鳳凰城紅雀         |     |     |    |                          | |
| 1988               | 7   | 9   | 0  | 國聯東區第四             | -- |
| 1989               | 5   | 11  | 0  | 國聯東區第四             | -- |
| 1990               | 5   | 11  | 0  | 國聯東區第五             | -- |
| 1991               | 4   | 12  | 0  | 國聯東區第五             | -- |
| 1992               | 4   | 12  | 0  | 國聯東區第五             | -- |
| 1993               | 7   | 9   | 0  | 國聯東區第四             | -- |
| 亞利桑那紅雀       |     |     |    |                          | |
| 1994               | 8   | 8   | 0  | 國聯東區第三             | -- |
| 1995               | 4   | 12  | 0  | 國聯東區第五             | -- |
| 1996               | 7   | 9   | 0  | 國聯東區第四             | -- |
| 1997               | 4   | 12  | 0  | 國聯東區第五             | -- |
| 1998               | 9   | 7   | 0  | 國聯東區第二             | 外卡季後賽以20-7擊敗達拉斯牛仔 分區季後賽以21-41敗給明尼蘇達維京人                                                                      |
| 1999               | 6   | 10  | 0  | 國聯東區第四             | -- |
| 2000               | 3   | 13  | 0  | 國聯東區第五             | -- |
| 2001               | 7   | 9   | 0  | 國聯東區第四             | -- |
| 2002               | 5   | 11  | 0  | 國聯西區第四             | -- |
| 2003               | 4   | 12  | 0  | 國聯西區第四             | -- |
| 2004               | 6   | 10  | 0  | 國聯西區第三             | -- |
| 2005               | 5   | 11  | 0  | 國聯西區第三             | -- |
| 2006               | 5   | 11  | 0  | 國聯西區第四             | -- |
| 2007               | 8   | 8   | 0  | 國聯西區第二             | -- |
| 2008               | 9   | 7   | 0  | 國聯西區第一             | 外卡季後賽以30-24擊敗亞特蘭大獵鷹 分區季後賽以33-13擊敗卡羅萊納黑豹 國聯冠軍賽以32-25擊敗費城老鷹 第四十三屆超級盃以23-27敗給匹茲堡鋼人 |
| 2009               | 10  | 6   | 0  | 國聯西區第一             | 外卡季後賽以51-45擊敗綠灣包裝工（1次加時） 分區季後賽以14-45敗給紐奧良聖徒                                                              |
| 2010               | 5   | 11  | 0  | 國聯西區第四             | -- |
| 2011               | 8   | 8   | 0  | 國聯西區第二             | -- |
| 2012               | 5   | 11  | 0  | 國聯西區第四             | -- |
| 2013               | 10  | 6   | 0  | 國聯西區第三             | -- |
| 2014               | 11  | 5   | 0  | 國聯西區第二             | 外卡季後賽以16-27敗給卡羅萊納黑豹 |
| 2015               | 13  | 3   | 0  | 國聯西區第一             | 分區季後賽以26-20擊敗綠灣包裝工（1次加時） 國聯冠軍賽以15-49敗給卡羅萊納黑豹                                                            |
| 2016               | 7   | 8   | 1  | 國聯西區第二             | -- |
| 2017               | 8   | 8   | 0  | 國聯西區第三             | -- |
| 2018               | 3   | 13  | 0  | 國聯西區第四             | -- |
| 2019               | 5   | 10  | 1  | 國聯西區第四             | -- |
| 2020               | 8   | 8   | 0  | 國聯西區第三             | -- |
| 2021               | 11  | 6   | 0  | 國聯西區第二             | 外卡季後賽以11-34敗給洛杉磯公羊 |
| 2022               | 4   | 13  | 0  | 國聯西區第四             | -- |
| 2023               | 4   | 13  | 0  | 國聯西區第四             | -- |
| 2024               | 8   | 9   | 0  | 國聯西區第三             | -- |
| 所有比賽           | 593 | 812 | 41 | （所有常規賽）           | （所有常規賽） |
| 所有比賽           | 7   | 10  | 0  | （所有季後賽）           | （所有季後賽） |
| 所有比賽           | 600 | 822 | 41 | （所有比賽，包括季後賽） | （所有比賽，包括季後賽） |

+ : 因為球員罷工的關係，使球季縮短，在同分區的所有球隊以名次作出季後賽資格。

## 主教練
- 帕蒂·德里斯科尔：1920年 - 1922年 （17勝8負4和）
- Arnold Horween：1923年 - 1924年 （13勝8負1和）
- Norman Barry：1925年 - 1926年 （16勝8負2和，一次NFL冠軍）
- Guy Chamberlin：1927年 （3勝7負1和）
- Fred Gillies：1928年 （1勝5負）
- Dewey Scanlon：1929年 （6勝6負1和）
- Ernie Nevers：1930年 （5勝6負2和）
- LeRoy Andrews：1931年 （0勝1負）◎
- Ernie Nevers：1931年，1939年 （6勝13負）
- Jack Chevigny：1932年 （2勝6負2和）
- Paul Schissler：1933年 - 1934年 （6勝15負1和）
- Milan Creighton：1935年 - 1938年 （16勝26負4和）
- Jimmy Conzelman：1940年 - 1942年，1946年 - 1948年 （總戰績35勝32負3和；常規賽34勝31負3和，季後賽1勝1負，一次NFL冠軍）
- Phil Handler：1943年 - 1945年 （1勝29負）◎◎
- Phil Handler-Buddy Parker：1949年 （2勝4負）◎◎◎
- Raymond (Buddy) Parker：1949年 （4勝1負1和）
- Earl (Curly) Lambeau：1950年 - 1951年 （7勝15負）◎◎◎◎
- Phil Handler-Cecil Isbell：1951年 （1勝1負）
- Joe Kuharich：1952年 （4勝8負）
- Joe Stydahar：1953年 - 1954年 （3勝20負1和）
- Ray Richards：1955年 - 1957年 （14勝21負1和）
- Frank (Pop) Ivy：1958年 - 1961年 （15勝31負2和）※
- Ray Willsey：1961年 （2勝0負）
- Wally Lemm：1962年 - 1965年 （27勝26負3和）
- Charley Winner：1966年 - 1970年 （35勝30負5和）
- Bob Hollway：1971年 - 1972年 （8勝18負2和）
- Don Coryell：1973年 - 1977年 （總戰績42勝29負1和；常規賽42勝27負1和，季後賽0勝2負）
- Bud Wilkinson：1978年 - 1979年 （9勝20負）※※
- Larry Wilson：1979年 （2勝1負）
- Jim Hanifan：1980年 - 1985年 （總戰績39勝50負1和；常規賽39勝49負1和，季後賽0勝1負）
- Bob Hollway：1986年 - 1989年 （23勝34負1和）※※※
- Hank Kuhlmann：1989年 （0勝5負）
- Joe Bugel：1990年 - 1993年 （20勝44負）
- Buddy Ryan：1994年 - 1995年 （12勝20負）
- Vince Tobin：1996年 - 2000年 （總戰績29勝44負；常規賽28勝43負，季後賽1勝1負）※※※※
- Dave McGinnis：2000年 - 2003年 （17勝40負）
- Dennis Green：2004年 - 2006年 （16勝32負）
- Ken Whisenhunt：2007年 - 2012年 （總戰績49勝53負；常規賽45勝51負，季後賽4勝2負）
- Bruce Arians：2013年 - 2017年 （總戰績50勝32負1和；常規賽49勝30負1和，季後賽1勝2負）
- Steve Wilks：2018年 （3勝13負）
- Kliff Kingsbury：2019年 - 現今 （目前24勝25負1和；常規賽24勝24負1和，季後賽0勝1負）

◎：第八任教練LeRoy Andrews在1931年賽季第1場比賽結束後因個人因素辭去總教練一職，由Ernie Nevers代理並帶至1931年球季結束。

◎◎：1944年賽季因二次大戰關係與匹茲堡鋼人隊合併一季，並與鋼人隊的教練Walt Kiesling共同執教。

◎◎◎：第十五任教練Phil Handler-Buddy Parker在1949年賽季第6場比賽結束後因個人因素辭去總教練一職，由Raymond (Buddy) Parker代理並帶至1931年球季結束。

◎◎◎◎：第十七任教練Earl (Curly) Lambeau在1951年賽季第10場比賽結束後因個人因素及球團考量而辭去總教練一職，由Phil Handler-Cecil Isbell代理並帶至1951年球季結束。

※：第二十二任教練Frank (Pop) Ivy在1951年賽季第12場比賽結束後因球團考量而辭去總教練一職，由Ray Willsey代理並帶至1961年球季結束。

※※：第二十八任教練Bud Wilkinson在1979年賽季第13場比賽結束後因球團考量而辭去總教練一職，由Larry Wilson代理並帶至1979年球季結束。

※※※：第三十一任教練Bob Hollway在1989年賽季第11場比賽結束後因球團考量而辭去總教練一職，由Hank Kuhlmann代理並帶至1989年球季結束。

※※※※：第三十五任教練Vince Tobin在2000年賽季前6場戰績僅1勝5負後遭球團解除總教練一職，由Dave McGinnis直接接任總教練一職。

## 職業美式足球名人堂

### 球員
- 4 厄尼·尼沃斯（英语：Ernie Nevers）（球員效力時期1929年-1931年，教練執教時期1930年-1931年、1939年，於1963年以球員身分入選）
- 吉姆·索普（球員效力時期1928年，於1963年以球員身分入選）
- 13 蓋伊·錢伯林（英语：Guy Chamberlin）（球員效力時期及教練執教時期均為1927年-1928年，於1965年以球員身分入選）
- 1 約翰 "帕迪" 德里斯科爾（英语：John "Paddy" Driscoll）（球員效力時期1920年-1925年，教練執教時期1920年-1922年，於1965年以球員身分入選）
- 2 沃爾特·基斯林（英语：Walt Kiesling）（球員效力時期1929年-1933年，教練執教時期1944年，於1966年以球員身分入選）
- 62,2 查理·特里皮（英语：Charley Trippi）（球員效力時期1947年-1955年，於1968年以球員身分入選）
- 33 奥利·马特森（球員效力時期1952年、1954年-1958年，於1972年以球員身分入選）
- 81 迪克 "奈特崔蘭" 蘭恩（英语：Dick "Night Train" Lane）（球員效力時期1954年-1959年，於1974年以球員身分入選）
- 8 萊瑞·威爾遜（英语：Larry Wilson）（球員效力時期1960年-1972年，於1978年以球員身分入選）
- 13 唐·梅納德（英语：Don Maynard）（球員效力時期1973年，於1987年以球員身分入選）
- 81 傑奇·史密斯（英语：Jackie Smith）（球員效力時期1963年-1977年，於1994年以球員身分入選）
- 72 丹·迪爾多夫（英语：Dan Dierdorf）（球員效力時期1971年-1983年，於1996年以球員身分入選）
- 22 羅傑·韋爾利（英语：Roger Wehrli）（球員效力時期1969年-1982年，於2007年以球員身分入選）
- 22 埃米特·史密斯（英语：Emmitt Smith）（球員效力時期2003年-2004年，於2010年以球員身分入選）
- 35 埃尼亞斯·威廉姆斯（英语：Aeneas Williams）（球員效力時期1991年-2000年，於2014年以球員身分入選）
- 13 庫爾特·華納（球員效力時期2005年-2009年，於2017年以球員身分入選）
- 32 埃傑林·詹姆斯（英语：Edgerrin James）（球員效力時期2006年-2008年，於2020年以球員身分入選）
- 16 杜克·史拉特（英语：Duke Slater）（球員效力時期1926年-1931年，於2020年以球員身分入選）
- 66 艾倫·法內卡（英语：Alan Faneca）（球員效力時期2010年，於2021年以球員身分入選）

### 教練及球隊擁有者
- 厄爾 "柯利" 藍博（英语：Earl "Curly" Lambeau） （教練執教時期1950年-1951年，於1963年入選）
- 吉米·康澤爾曼（教練執教時期1940年-1942年、1946年-1948年，於1964年入選）
- 查理斯·比德威爾（英语：Charles Bidwill） （球隊擁有者時期1933年-1947年，於1967年入選）
- 喬·斯蒂達哈爾（英语：Joe Stydahar） （教練執教時期1953年-1954年，於1967年入選）

## 退休號碼
- 8 萊瑞·威爾遜（英语：Larry Wilson） （DB）（1960年-1972年）
- 40 派特·蒂爾曼（英语：Pat Tillman） （DB）（1998年-2001年）
- 77 斯坦·莫爾丁（英语：Stan Mauldin） （T）（1946年-1948年）
- 88 J.V. 凱恩（英语：J.V. Cain） （TE，WR）（1974年-1978年）
- 99 馬歇爾·戈德伯格（英语：Marshall Goldberg） （RB）（1939年-1948年）

## 歷代知名球星
- 拉里·菲茨杰拉德

## 特殊紀錄
- 在1949年-1973年連續25個賽季，紅雀隊都沒有打進季後賽，與華盛頓紅人並列NFL史上最長季後賽乾旱期的最長記錄。

## 外部連結
- 球隊官方網站（页面存档备份，存于）